# Брукс, Джозеф
Джозеф Брукс (англ. Joseph Brooks; 11 марта 1938, Нью-Йорк, Нью-Йорк — 22 мая 2011[…], Нью-Йорк, Нью-Йорк) — американский сценарист, режиссёр, продюсер и композитор. Автор хитовой песни «You Light Up My Life» к одноимённому фильму, сценаристом, режиссёром и продюсером которого он также являлся. Лауреат премий «Грэмми», «Золотой глобус» и «Оскар» (1978) за лучшую песню к фильму.

## Биография
Брат Брукса, Джилберт Каплан, поклонник Малера и основатель журнала «Institutional Investor». У Брукса с бывшей женой Сьюзен Пол двое детей, Аманда и на 5 лет младше неё Николас. В возрасте 24 лет Николас, бывший студент университета Колорадо, с лета 2010 года и на момент смерти Брукса ожидал суда в Нью-Йорке по обвинению в убийстве.

## Карьера
В 1960-х Брукс был композитором мелодий к рекламным роликам, в том числе довольно успешной мелодии «You’ve Got a Lot to Live» для Пепси и «Good to the Last Drop Feeling» для Maxwell House.
В октябре 1977 композиция «You Light Up My Life» заняла первое место в чартах Billboard Hot 100 США и оставалась на нём 10 недель подряд, что было самым долгим успехом за всю историю чарта. С учётом того, что только в одних США было продано свыше 4 миллионов экземпляров этой песни, она в итоге стала хитом 1970-х годов. Также она попала на первое место в чарте Adult Contemporary и даже была в десятке лучше синглов жанра кантри. Баллада также принесла Бруксу премию «Грэмми» за лучшую песню года, а также премию «Оскар» за лучшую песню к фильму, кинопремию Золотой глобус и премию американского общества композиторов, авторов и издателей. Впервые песня, как оригинальный саундтрек к одноименному фильму, была исполнена Квиткой Цисык, однако вся последующая слава и успех достались певице Деби Бун (первая хитовая сольная запись), отец которой перекупил у Джо Брукса права на эту композицию.
Брукс также написал музыку к фильму «Лорды из Флэтбуша» и являлся сопродюсером картины «Eddie and the Cruisers».
За свои джинглы он получил многочисленные премии Clio, а также премию Выбор народа.
Вершиной карьеры Брукса стала песня «You Light Up My Life», которая до сих пор исполняется разными исполнителями.

## Обвинения в изнасилованиях
С 2000 года подозревался в изнасиловании 11 женщин.  Соучастником по делу выступала его помощница.

## Смерть
22 мая 2011 года в заявлении для прессы официального представителя полиции было заявлено, что тело Брукса было обнаружено в собственном доме его другом, зашедшим на ужин. На голову трупа был надет пластиковый пакет, к которому подведён шланг от баллона с гелием. Найдена предсмертная записка. Полиция констатировала самоубийство.

## Театральные работы
- 1989: «Metropolis», театр West End — композитор и соавтор текстов
- 2005: «In My Life», Бродвейский театр — сценарист, композитор, лирик[8][9]

## Фильмы
- 1977: «You Light Up My Life» — режиссёр
- 1978: «If Ever I See You Again» — режиссёр
- 1983: «Invitation to a Wedding»